# Семково (Вологодский район)
Семково — деревня в Вологодском районе Вологодской области.
Входит в состав Майского сельского поселения (с 1 января 2006 года по 8 апреля 2009 года входила в Гончаровское сельское поселение), с точки зрения административно-территориального деления — в Гончаровский сельсовет.
Расстояние до районного центра Вологды по автодороге — 29 км, до центра муниципального образования Майского по прямой — 16 км. Ближайшие населённые пункты — Стрелково, Гончарка, Двирево.
По данным переписи в 2002 году постоянного населения не было.